# Patul e stricat
Patul e stricat este un film românesc din 2013 regizat de Raluca Răcean Gorgos. Rolurile principale au fost interpretate de actorii Răzvan Văduva, Vasile Crâșmaru.

## Distribuție
Distribuția filmului este alcătuită din:
- Răzvan Văduva
- Vasile Crâșmaru